# Gregor Virant
Gregor Virant (Lubiana, 4 dicembre 1969) è un politico sloveno.

## Biografia
Virant studiò legge all'Università di Lubiana e all'Università Caledoniana di Glasgow. Dal 1995 al 1999 ha lavorato come consigliere legale della Corte Costituzionale slovena. Nel 2000 è stato nominato segretario generale al Ministero dell'Interno nel governo di centrodestra di Andrej Bajuk, carica che ha mantenuto nei successivi governi di centrosinistra di Janez Drnovšek e Anton Rop.
Nel 2004 si dimise dal suo incarico per partecipare alle elezioni politiche nelle file del Partito Democratico Sloveno, pur senza aderire ufficialmente al partito. Fu quindi nominato Ministro della Pubblica Amministrazione del Governo Janša I. Come ministro è stato autore di un'importante riforma del servizio pubblico sloveno.
Dal 2009 al 2011 ha fatto parte del governo ombra del Partito Democratico Sloveno.
Nell'ottobre 2011 ha annunciato la creazione di una lista personale che avrebbe partecipato alle imminenti elezioni parlamentari. Durante la campagna elettorale è stato oggetto di numerosi attacchi, soprattutto da parte dei media conservatori, ed è stato coinvolto in uno scandalo secondo il quale avrebbe intascato un'indennità di disoccupazione come ex-ministro nonostante i suoi guadagni come consulente. Questo scandalo ha provocato un grosso calo della sua popolarità.
Alle elezioni la Lista Virant ha ottenuto l'8,4% dei voti e 8 seggi. Il 21 dicembre Virant è stato eletto Presidente dell'Assemblea nazionale con i voti del Partito Democratico dei Pensionati della Slovenia e dei partiti di centro-destra. Dopo aver siglato un accordo di coalizione per un governo di centro-sinistra guidato da Zoran Janković, Virant ha ritirato il proprio appoggio ed è entrato in trattative con il centro-destra guidato da Janez Janša, a seguito delle quali Janša è stato eletto Primo Ministro.
Nel gennaio 2013 si è dimesso dalla carica di Presidente dell'Assemblea nazionale in seguito alla rottura dell'alleanza con Janša.